# Josef Miclík
Josef Miclík byl český meziválečný fotbalista, útočník.

## Fotbalová kariéra
V československé lize hrál za AC Sparta Praha a SK Náchod. Se Spartou získal v letech 1926 a 1927 dvakrát mistrovský titul.

## Ligová bilance
| Ročník                                       | Zápasy | Góly | Klub            |
| -------------------------------------------- | ------ | ---- | --------------- |
| Středočeská 1. liga 1925/26                  | 8      | 7    | AC Sparta Praha |
| Kvalifikační soutěž Středočeské 1. ligy 1927 |        |      | AC Sparta Praha |
| Středočeská 1. liga 1927/28                  |        |      | AC Sparta Praha |
| Středočeská 1. liga 1928/29                  |        |      | AC Sparta Praha |
| 1. asociační liga 1931/32                    |        |      | SK Náchod       |
| CELKEM                                       |        |      |                 |